# Moritz von Auffenberg
Baron Moritz Friedrich Josef Eugen Auffenberg von Komarów, avstrijski general, * 22. maj 1852, Opava, † 18. maj 1928, Dunaj.

## Življenjepis
Med letoma 1911 in 1912 je bil minister za vojno Avstro-Ogrske. 
Med prvo svetovno vojno je bil poveljnik 4. armade. Ker je izgubil bitko za Rawo, je bil razrešen poveljstva in nikoli več ni prejel nobenega drugega poveljstva. Kljub vsemu mu je cesar Franc Jožef I. Habsburško-Lotarinški 22. aprila 1915 podelil plemiški priimek von Komarow.
Upokojen je bil 1. januarja 1919.

## Dela
- Aus Österreich-Ungarns Teilnahme am Weltkrieg, Berlin, Ullstein, 1920.
- Aus Österreich-Ungarns Höhe und Niedergang - Eine Lebensschilderung, München, 1921.

## Pregled vojaške kariere
Napredovanja
- generalmajor: 1. maj 1900 (z dnem 7. majem 1900)
- podmaršal: 1. maj 1905 (retroaktivno z dnem 30. aprilom 1905)
- general pehote: 1. maj 1910 (retroaktivno z dnem 26. aprilom 1910)